# سيمون بيتس
سيمون بيتس (بالإنجليزية: Simon Betts)‏ (3 مارس 1973 في المملكة المتحدة - ) هو لاعب كرة قدم بريطاني في مركز الوسط. لعب مع إيبسويتش تاون وكولتشستر يونايتد ويوفل تاون ونادي سكاربورو وويتبي تاون ‏ وهلستد تاون ‏ وNeedham Market F.C. ‏ ودارلينجتون إف سى.

## وصلات خارجية
- سيمون بيتس على موقع قاعدة بيانات كرة القدم.إي يو (الإنجليزية)
- سيمون بيتس على موقع Soccerbase.com (لاعب) (الإنجليزية)